# Castelo de Vaux-le-Vicomte

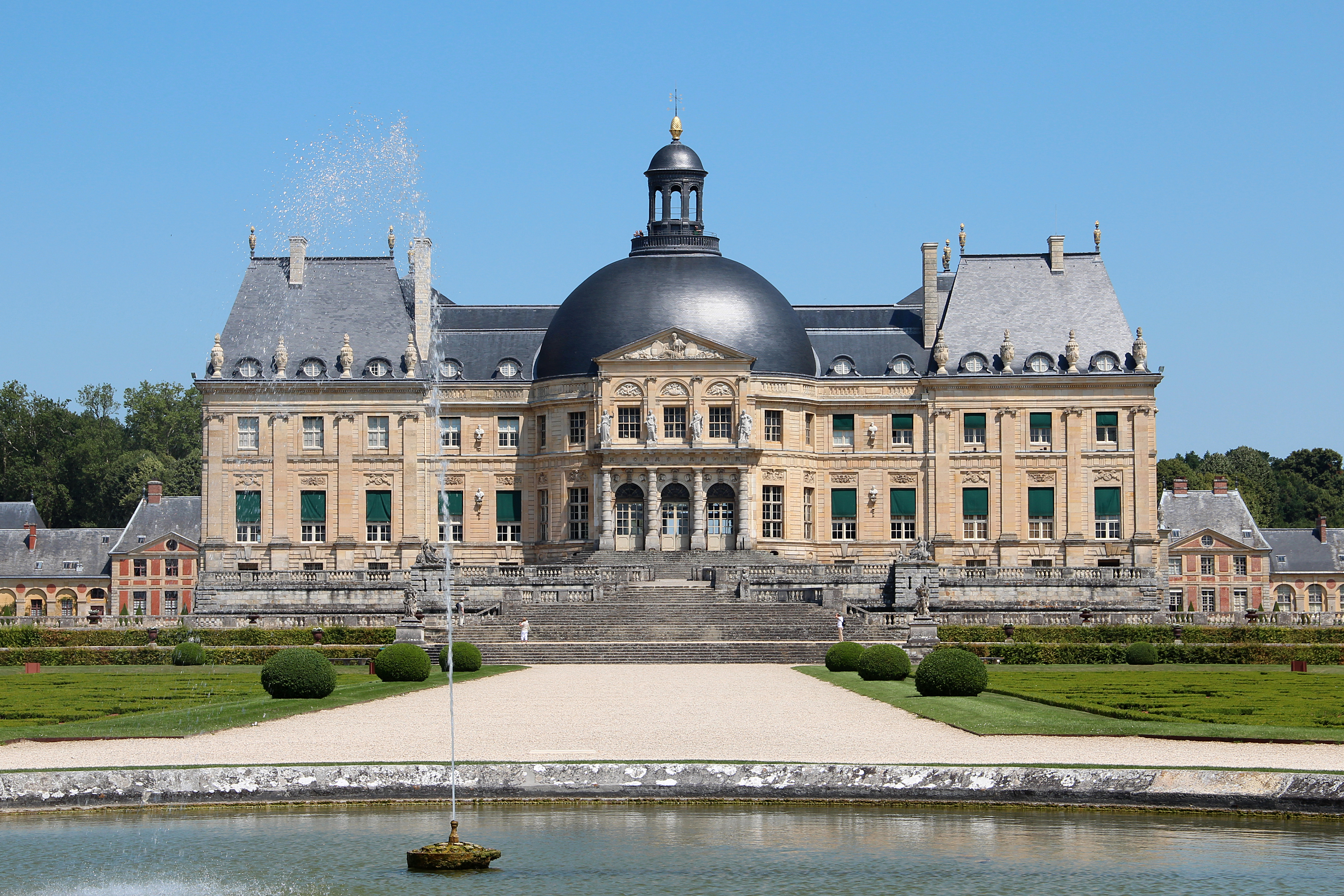
O Castelo de Vaux-le-Vicomte

O Castelo de Vaux-le-Vicomte (ou Palácio de Vaux-le-Vicomte, Château de Vaux-le-Vicomte na sua verdadeira designação em francês) é um palácio setecentista francês, construído em estilo Barroco entre 1658 e 1661. Fica situado na comuna de Maincy, departamento de Sena e Marne, 50 km. a sudeste de Paris, próximo de Melun.
Este castelo foi construído pelo Superintendente das Finanças de Luís XIV, Nicolas Fouquet. Este último apelou aos melhores artistas da época para construir o seu palácio: o arquitecto Louis Le Vau, o pintor Charles Le Brun e o paisagista André Le Nôtre. O talento desta equipa serviria a Luís XIV para a construção do seu Palácio de Versalhes depois da prisão de Fouquet.
O palácio é a maior propriedade privada com o título de Monument historique (Monumento histórico) na França, obra-prima da arte francesa do século XVII.

## Introdução

### Nicolas Fouquet

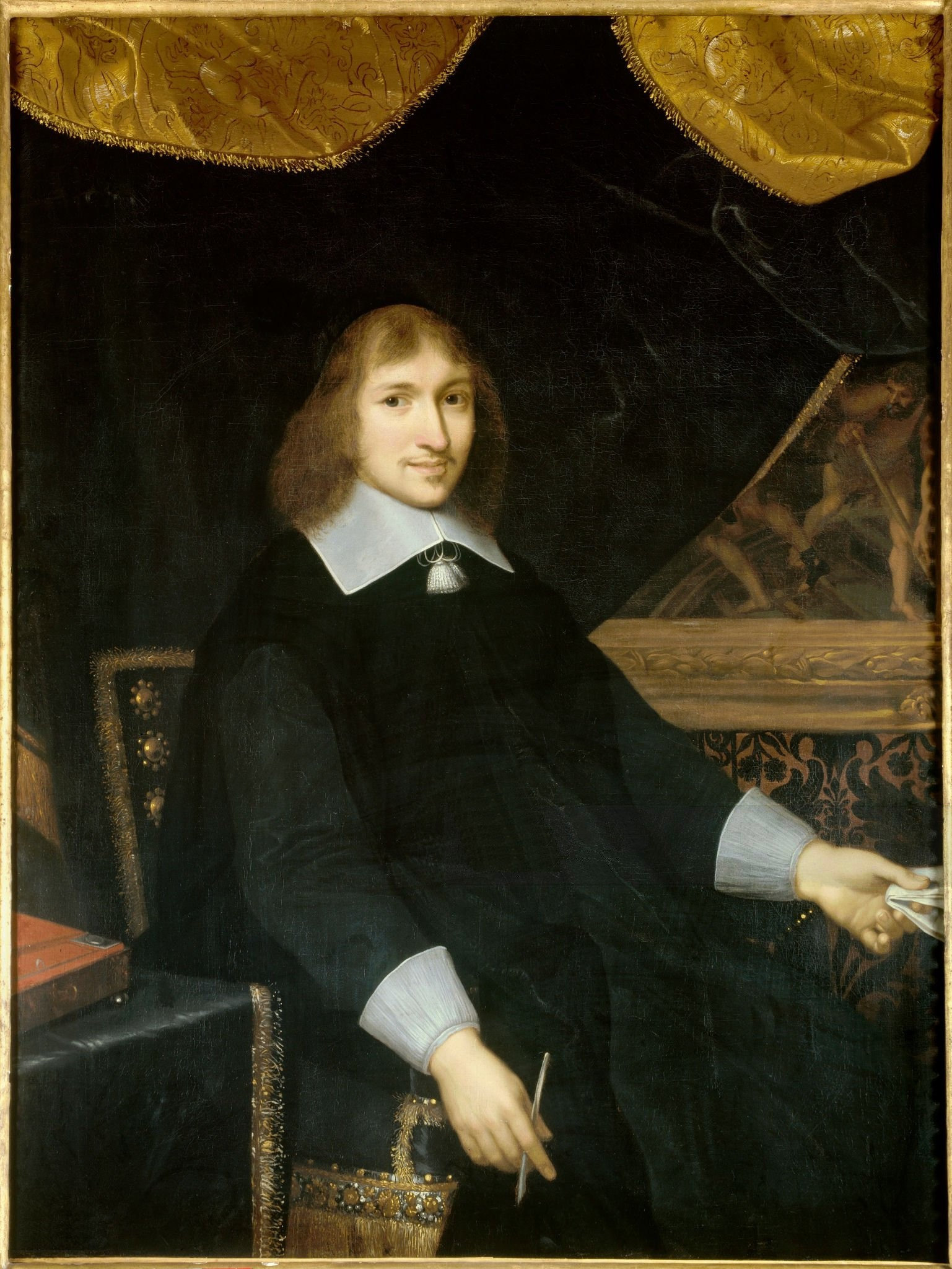
Retrato de Nicolas Fouquet, que fez construir o palácio entre 1658 e 1661

O pai de Nicolas Fouquet, François IV Fouquet, de origem angevina, vendeu o seu lugar de Conselheiro do Parlamento de Paris e comprou o de maître des requêtes (mestre das petições). Este último cargo colocou-o ao serviço do Cardeal Richelieu e da sua política. A família Fouquet envolveu-se na Contra-Reforma, resposta Católica ao Protestantismo. O casal teve quinze filhos dos quais sobreviveram doze, entre eles Nicolas Fouquet, nascido em 1615
Nicolas Fouquet estudou no Colégio de Clermont, em Paris, que era mantido pelos  Jesuítas. Em 1635 comprou, tal como o seu pai, um cargo de maître des requêtes. Cinco anos mais tarde, casou com Louise Fouché. O pai desta, um parlamentar afortunado, deu-lhe um grande dote. Em 1641, a esposa de Nicolas Fouquet faleceu, deixando uma grande fortuna ao seu marido. Nesse mesmo ano, este comprou o domínio de Vaux-le-Vicomte.
Em 1650, Fouquet adquire o cargo de Procurador Geral no Parlamento de Paris. Os Grandes, descendentes dos antigos Senhores, e os oficiais, dos quais os parlamentares fazem parte, opõem-se violentamente à autoridade Real durante a Fronda. Apesar de ser um oficial, Fouquet permanece fiel ao rei e ao Cardeal Mazarin, o sucessor do Cardeal Richelieu. No dia 4 de Fevereiro de 1651, Fouquet casa com a filha de um rico parlamentar, Marie-Madeleine de Castille. Em Fevereiro de 1653, torna-se Superintendente das Finanças com o Marquês Abel Servien, em recompensa pela fidelidade ao Rei, então uma criança, durante a Fronda. No ano seguinte compra a casa de Saint-Mandé e depois, em 1658, a Belle-Isle. Em Fevereiro de 1659, depois da morte de Servien, Fouquet passa a ser o único Superintendente das Finanças.
No dia 17 de Agosto de 1661, recebeu o Rei e toda a Corte para uma festa grandiosa de 3 000 pessoas, organizada pelo seu Intendente, François Vatel, para inaugurar o fim dos trabalhos no Château de Vaux-le-Vicomte. Infelizmente, o soberano tomou mais tarde a decisão de aprisionar Fouquet. Luis XIV considerou-o demasiado poderoso e ambicioso e por isso fez D'Artagnan prendê-lo algumas semanas depois desta festa. Foi acusado de querer servir-se da Belle-Isle para conspirar contra o Rei, assim como de ter ascendido na vida à custa de dinheiro desviado. Ao fim de um processo que durou três anos, Fouquet foi condenado a passar 15 anos preso na fortaleza de Pinerolo, na Itália, onde morreu em 1680.
Depois de numerosas suposições sobre a identidade do "Homem da máscara de ferro", várias pesquisas afirmam que Nicolas Fouquet era esse prisioneiro. Esta hipótese foi confirmada graças ao estudo dos salários dos carcereiros e a diferentes depoimentos da época.

### O local
Quando Fouquet adquiriu Vaux-le-Vicomte, o domínio dividia-se em duas partes: um castelo e uma quinta.
- O castelo estava rodeado por muralhas e fossos com água corrente. Estava ligado ao caminho entre Vaux-le-Pénil e Sivry-Courtry por uma ponte levadiça.
- A quinta estava situada atrás da residência, à qual estava ligada por uma outra ponte levadiça. Esta compunha-se de duas partes:
  - Na parte do Norte encontrava-se uma prensa, uma cavalariça e um estábulo;
  - A parte do Sul compreendia edifícios, uma granja e um redil.

A quinta e o castelo não se encontravam na localização exacta do actual palácio. O território onde seria construído o Château de Vaux-le-Vicomte era atravessado por dois rios que se cortam em ângulo recto. Um deles é o Anqueil, cujo leito se encontra na localização do actual Grand Canal. O terreno estava pouco arborizado, ao contrário do que sucede actualmente.

### As etapas da obra
A construção do palácio progrediu rapidamente, mas para tal foi necessário destruir várias casas e arrasar as colinas. De 1653 a 1654, realizaram-se os primeiros trabalhos de adução de água, assim como o prolongamento do grande parterre. Em 1655, o parque fica totalmente encerrado. O pequeno canal, as fontes, alguns parterres de flores e a grande alameda em terraço são realizados no interior do parque do palácio. Em 1656, o arquitecto Daniel Gittard termina as fundações do palácio. No dia 2 de Agosto de 1656, é celebrado o contrato sobre os planos do palácio.

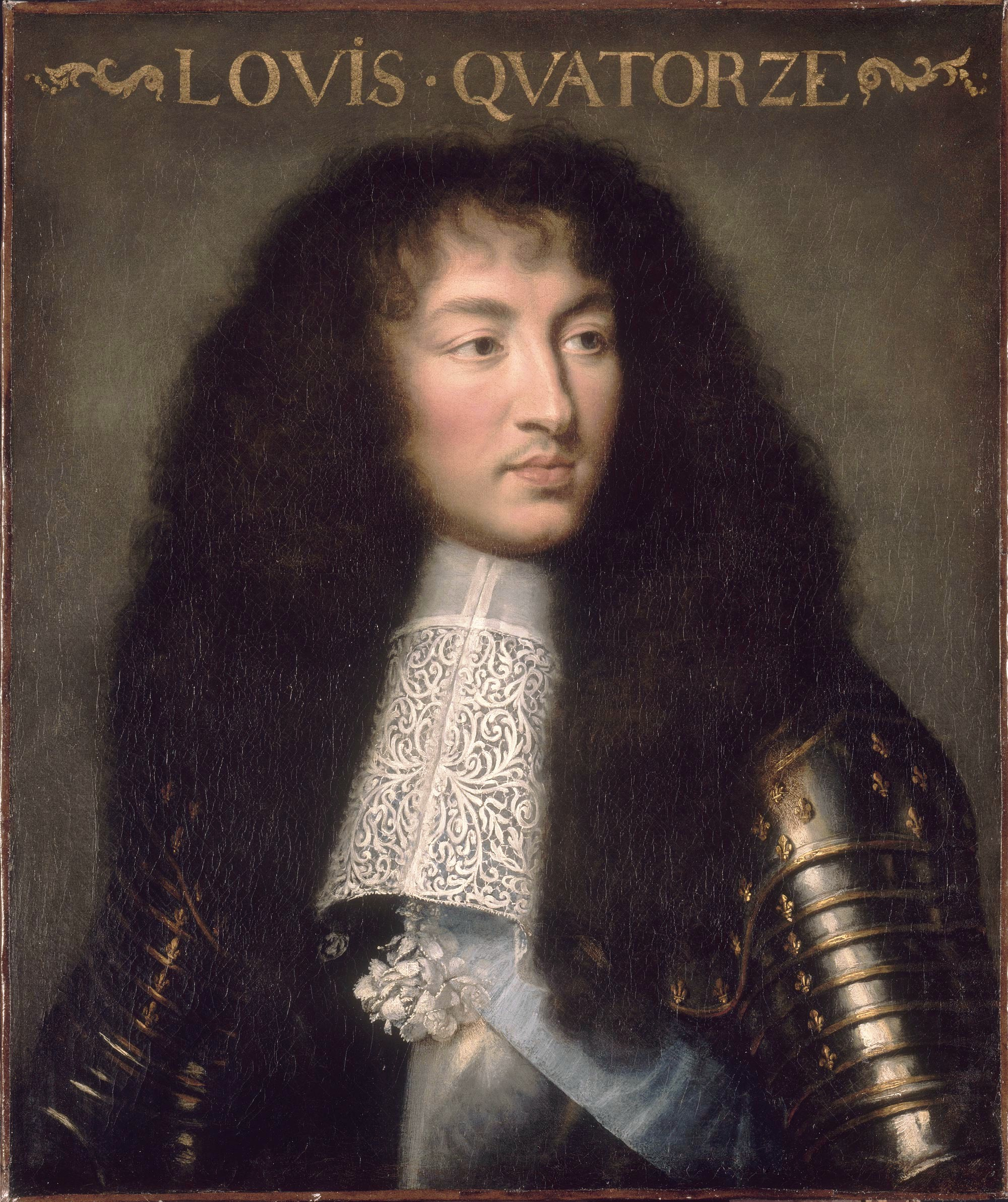
Luis XIV em 1661, por Charles Le Brun

Vaux-le-Vicomte foi construído em pedra branca de Creil, apesar de as dependências e as áreas comuns terem arranjos em tijolo. A alvenaria ficou concluída e o vigamento é colocado em 1657. O telhado foi colocado em 1658. Agora, podiam começar as decorações interiores.
A partir de Setembro 1658, o pintor Charles Le Brun instala-se no palácio. Este recebe a visita do Cardeal Mazarin no dia 25 de Junho de 1659 e de Luis XIV, de Monsieur Filipe de França seu irmão e da Rainha Mãe, Ana de Áustria no dia 14 de Julho do mesmo ano. A 10 de Julho de 1660, o rei e a sua esposa, a Rainha Maria Teresa param aqui. O dono do lugar gostava de receber os maiores espíritos do seu  tempo, como Madeleine de Scudéry, Paul Pélisson ou Jean de La Fontaine. No dia 12 de Julho de 1661, Fouquet dá uma festa em honra da Rainha-mãe de Inglaterra, Henriqueta Maria de França e, no dia 17 de Agosto do mesmo ano, uma outra em honra de Luis XIV.
Esta última festa, organizada por François Vatel, foi de um grande esplendor, com espectáculos utilizando as mais avançadas técnicas da época, representações de peças de teatro (entre as quais Les Fâcheux de Molière) e fogos de artifício, a fazerem parte do programa. Todas estas festividades faustosas deixaram, contudo, Luis XIV ainda mais invejoso e suspeitoso. Foi depois desta festa, a 5 de Setembro de 1661, que o rei ordenou a sua prisão. O aprisionamento de Fouquet não pode, no entanto, ser atribuído unicamente a esta única festa; esta decisão já fôra tomada vários meses antes.

## O palácio

### Organização geral

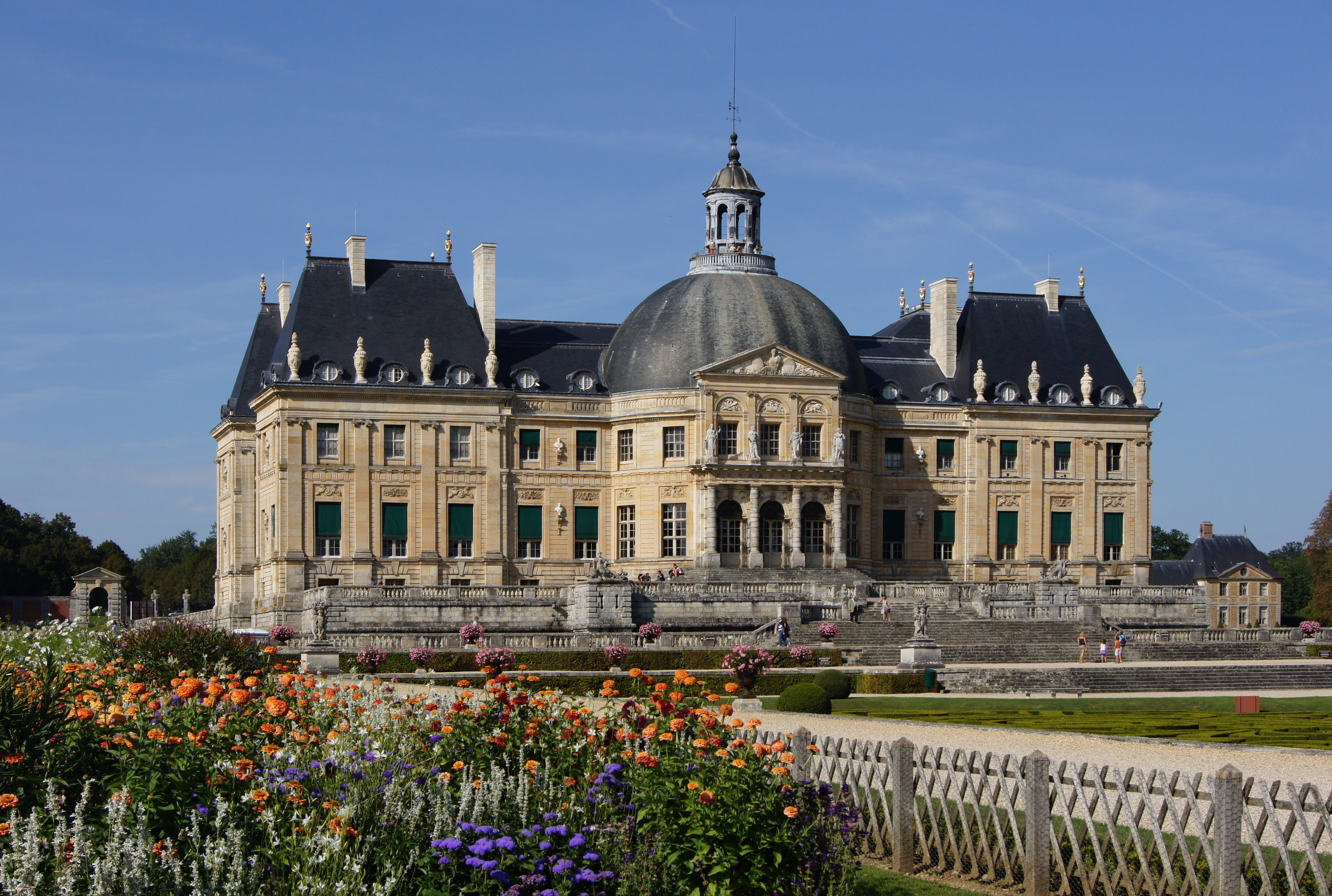
O Château de Vaux-le-Vicomte visto do jardim

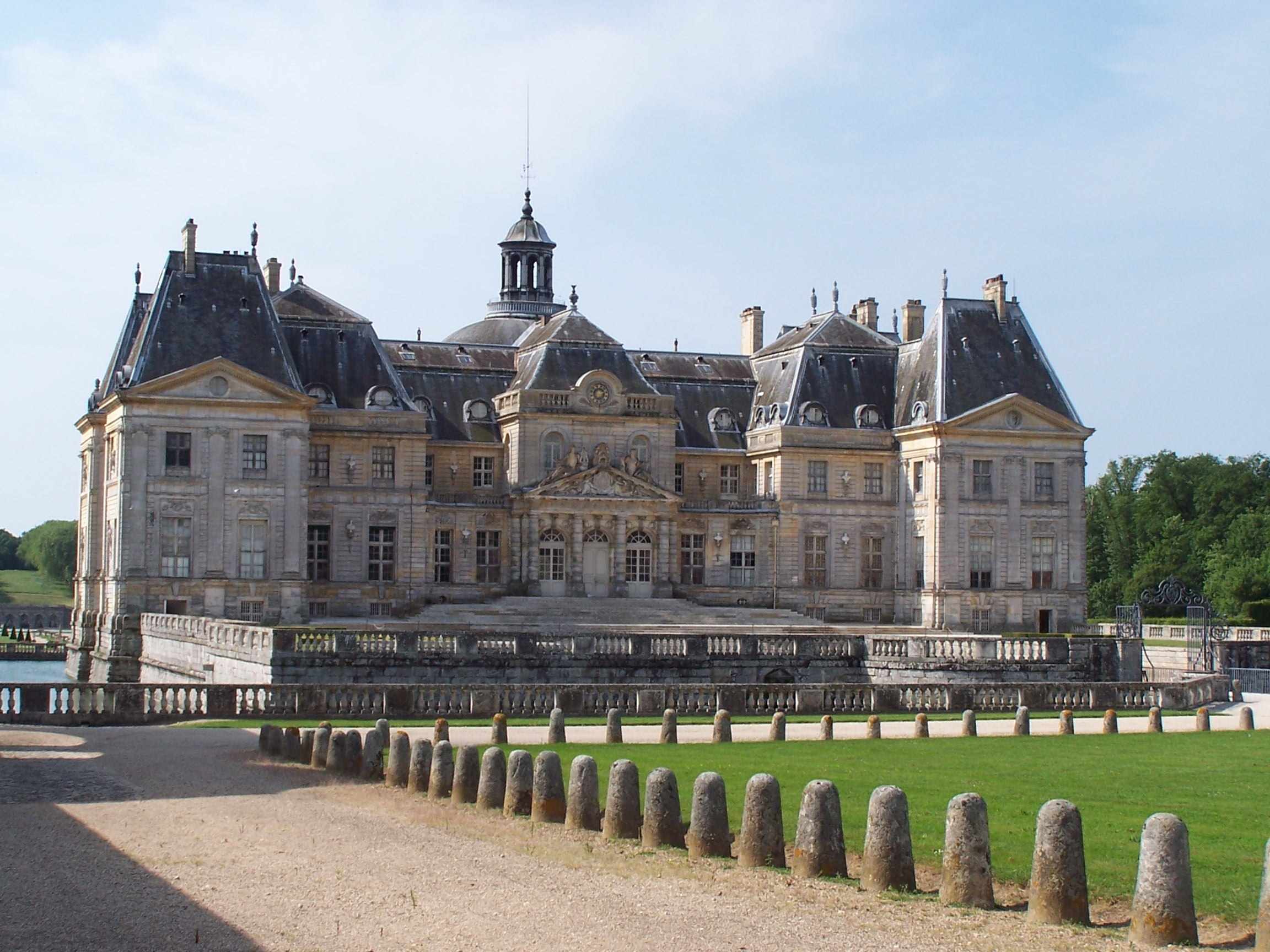
Fachada Norte do Château de Vaux-le-Vicomte

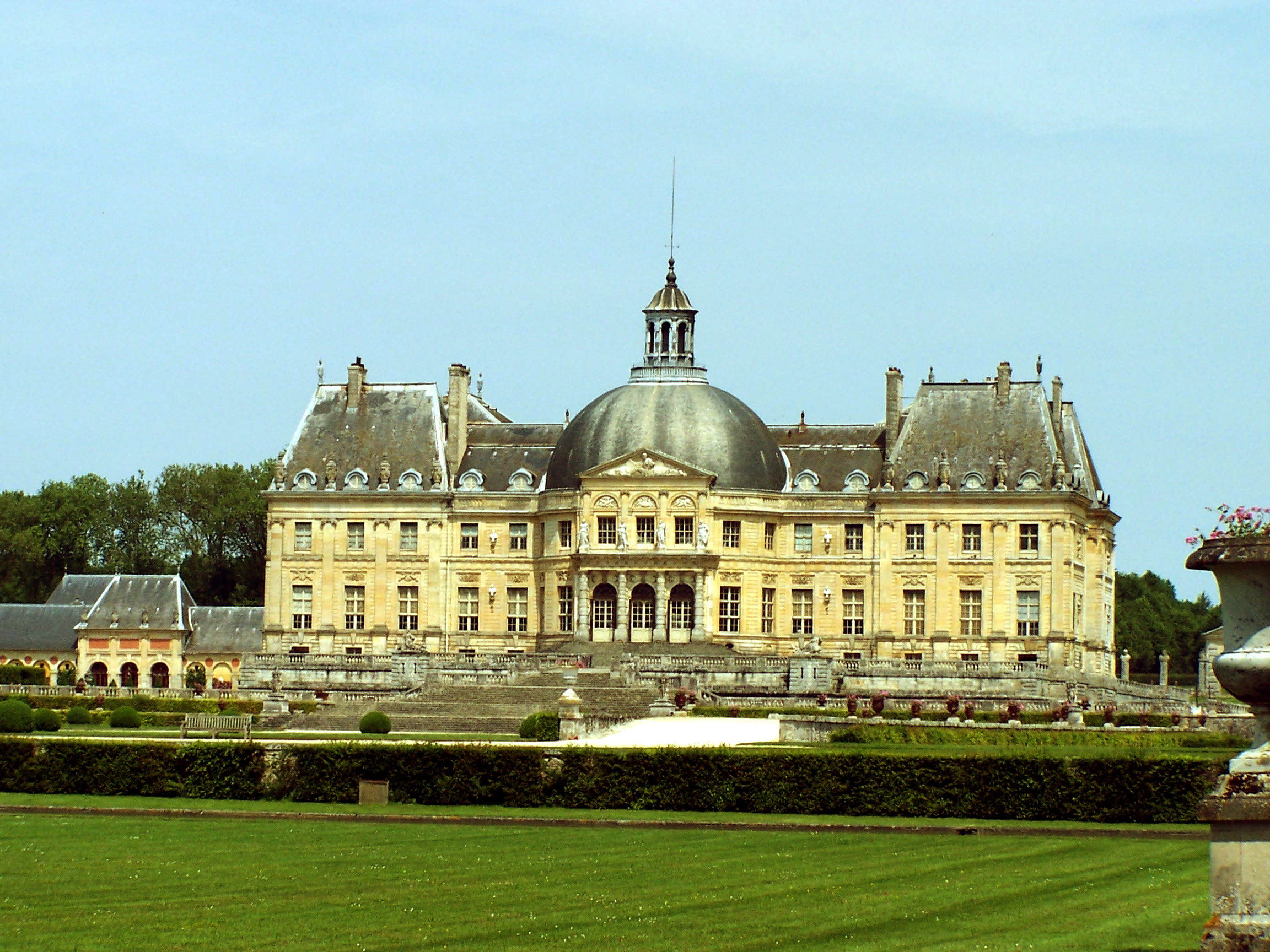
Fachada Sul do Château de Vaux-le-Vicomte

O palácio está situado numa plataforma rectangular e rodeado por fossos repletos de água. o edifício ocupa a parte Sul desta plataforma. Duas pontes levadiças ligam os edifícios ao resto do jardim. As alas praticamente não existem, este tipo de arquitectura havia desaparecido no decorrer da primeira metade do século XVII. O palácio comporta um corpo central com três corpos avançados do lado do pátio e uma rotunda do lado do jardim. Possui quatro pavilhões, dois de forma quadrada do lado do jardim e dois de forma rectangular do lado do pátio. Vistos lateralmente parecem, no entanto, gémeos, o que constitui uma tradição da arquitectura francesa. O carácter aberto da construção e o plano maciço são característicos da época.
Existe, contudo, uma inovação. Com efeito, os palácios franceses comportam habitualmente só uma sequência de peças que vão de uma extremidade à outra da construção (corpo simples). Em Vaux-le-Vicomte, o arquitecto demonstrou inovação organizando o espaço interno com uma fila de peças paralelas com portas alinhadas (corpos duplos). Este tipo de organização em construções já tinha sido utilizado por Louis Le Vau no hôtel Tambonneau em 1640 e por François Mansart no l’hôtel de Jars em 1648, mas seria apenas em Vaux-le-Vicomte que esta seria aplicada a um palácio.
A rotunda (salão), que compreende uma única divisão, é uma outra originalidade. O conjunto constituído pelo vestíbulo e pelo salão formam uma trincheira central em torno da qual gravitam duas partes autónomas, cada uma delas com uma escadaria. No rés-do-chão, do lado do jardim, encontram-se dois apartamentos, um destinado ao Rei e o outro, à direita, a Nicolas Fouquet. As divisões do rés-do-chão do lado do pátio são, em 1661, salas complementares dos dois apartamentos do lado do jardim. Encontra-se aqui uma divisão que serve de sala de refeições, uma peça aparecida na França em meados do século XVII. No entanto, Le Vau não soube explorar a inovação que constituía o corpo duplo, uma vez que não parece encontrar destino convincente para a sala do rés-do-chão do lado do pátio.
A meia-cave é em parte enterrada, o que permite a instauração de um plano reunido. Um corredor longitudinal atravessa a meia-cave, composto por cozinhas, salas de serviço e quartos de oficiais. A cozinha fica no lado oposto à sala de refeições, mas comunica com o bufete do rés-do-chão graças ao corredor longitudinal. Dois corredores laterais são acrescentados em 1659 por ordem de Vatel, agora mestre da hotelaria de Nicolas Fouquet.
No primeiro andar encontra-se, igualmente, um corredor longitudinal. No lugar que corresponde ao vestíbulo do rés-do-chão, encontrava-se, na época de Nicolas Fouquet, uma capela (lado do pátio). À esquerda, no lado do pátio, encontra-se o apartamento de Nicolas Fouquet, e do lado do jardim, o da sua esposa. São compostos por uma antecâmara, um quarto e um gabinete. Actualmente, o quarto de Madame Fouquet está dividido em duas peças: um gabinete e um quarto, ambos em estilo Luis XV. A parte direita do primeiro andar apenas é sumariamente trabalhada.

### Detalhes
- No rés-do-chão

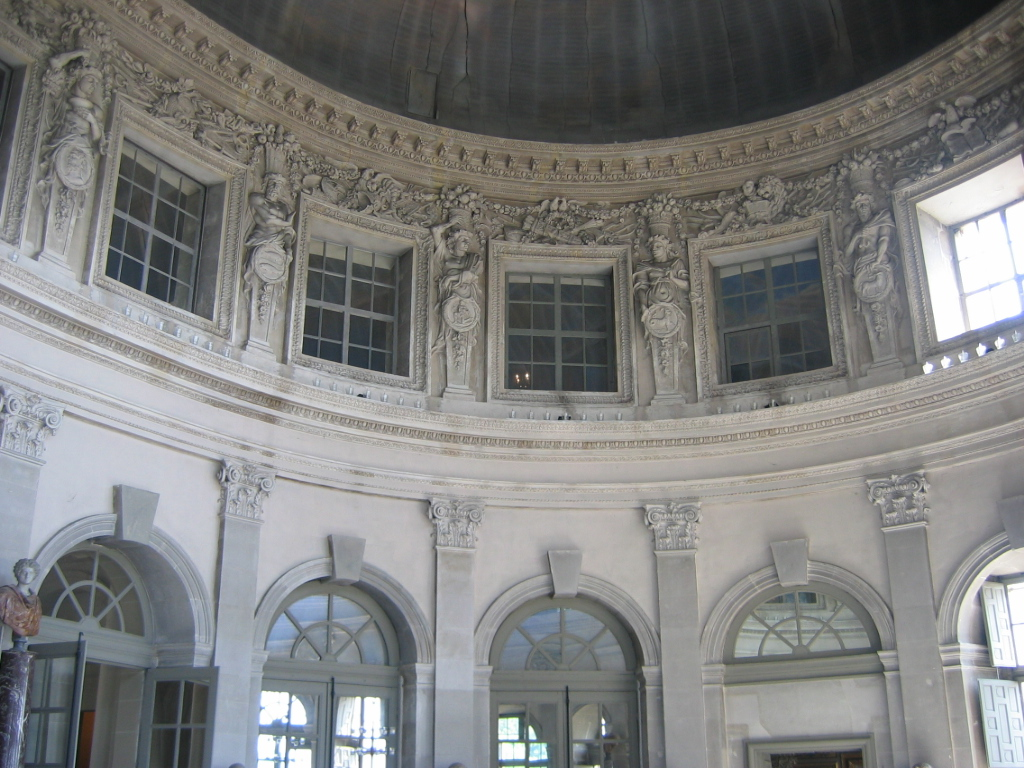
Salão Oval

O Salão Oval (ou Grande Salão) de Vaux-le-Vicomte é uma peça única na história da arquitectura francesa. A sua originalidade provém da forma oval, pouco habitual, à época, para uma sala de recepção. Desenvolve-se em dois níveis e é coberta por abóbadas, o que e característico da arquitectura italiana. Os remates das portas do salão são, no entanto, uma criação francesa. Este salão permite acolher as festas do palácio e aceder ao jardim. Por consequência, nunca foi mobiliado. Mede 19 metros de comprimento por 14 metros de largura e 18 metros de altura. A plataforma deveria ser decorada pelo palácio do Sol pintado por Charles Le Brun, representando o astro-rei com o emblema de Nicolas Fouquet, o esquilo. Este projecto nunca chegou a realizar-se. A cúpula é sustentada por 16 cariátides esculpidas por François Girardon. Doze de entre elas carregam os signos do Zodíaco, e as outras, os símbolos das quatro estações do ano. O chão é pavimentado em pedra branca e ardósia com um quadrante solar ao centro. O salão está decorado com quatro bustos da época de Fouquet representando as personagens romanas: Octávia, irmã de Augusto, Britannicus, Claudia Octavia, esposa de Nero, e Adriano. Doze outros bustos romanos esculpidos em Florença no século XVII ornamentam a sala.
As peças do rés-do-chão, lado do jardim, são igualmente abobadadas. O Salão de Hércules, antecâmara do apartamento de Fouquet, comporta um tecto sobre o qual está pintada uma cena que representa Hércules acolhido no Olimpo. Os medalhões e os painéis que adornam as abóbadas representam os 12 trabalhos de Hércules. O conjunto é de Le Brun.

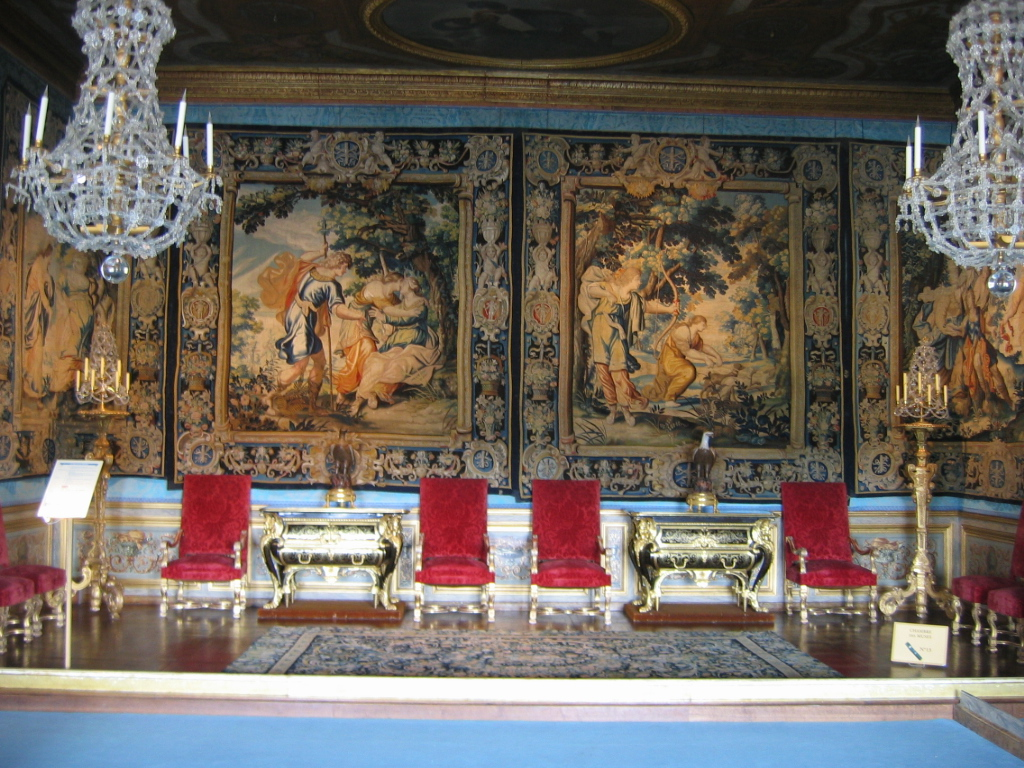
Quarto das musas

A sala das musas (sala de Fouquet) possui tecto abobadado, pintado por Le Brun representando o triunfo da Fidelidade, alusão à fidelidade de Nicolas Fouquet ao Rei durante a Fronda. oito musas repartem-se pelos quatro cantos da abóbada. Figuras entre as musas representam os géneros poéticos. A meio dos lados encontram-se as figuras da Nobreza e da Paz, assim como uma vitória das musas sobre os Sátiros. A abóbada evoca o mecenato de Nicolas Fouquet. As paredes estão cobertas por lambris de apoio e por tapeçarias. A sala compreende ainda uma reentrância com um tecto de Le Brun representando a Noite. Tem presente uma chaminé à romana, que ao contrário das chaminés à francesa, sobressai pouco das paredes. O pequeno gabinete dos jogos (gabinete de Fouquet) comporta um tecto de Le Brun que representa o Sono. A abóbada e os lambris são ornados com uma decoração que comporta diversos animais. Um espelho, presente na sala, não é original.

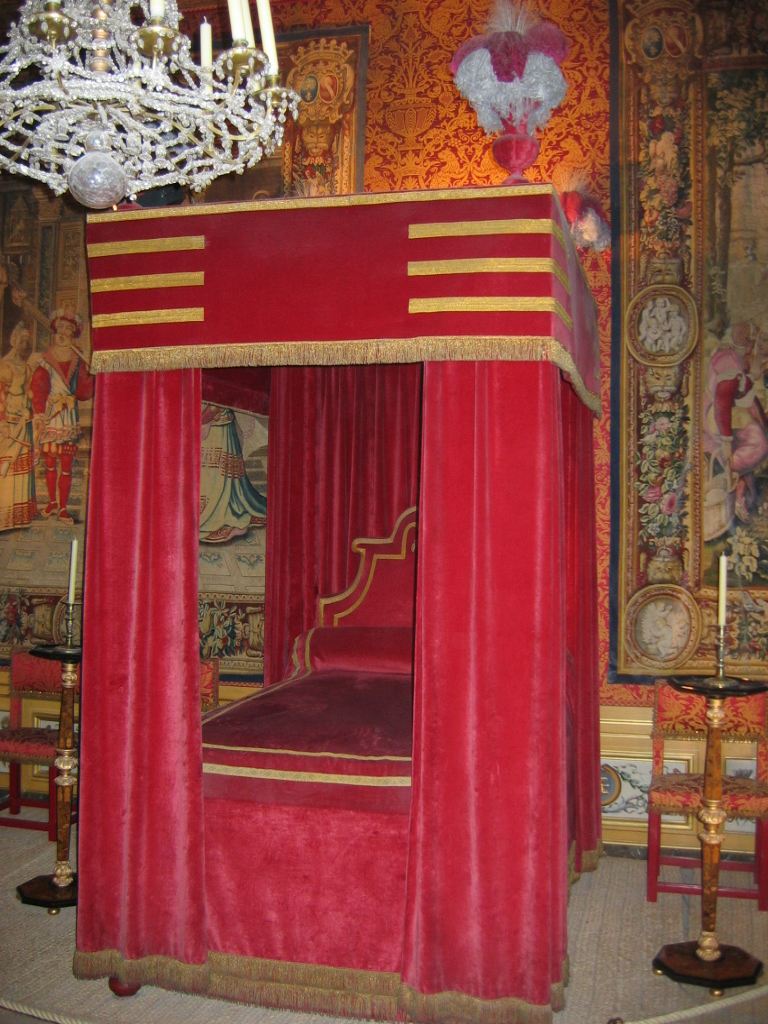
O quarto de Nicolas Fouquet

A antecâmara do Rei está inacabada. É marcada pela alternância de pinturas e de relevos: o oval central do tecto compreende uma pintura do século XVIII, porque o projecto de Le Brun, desconhecido, não chegou a ser realizado. Ao centro da abóbada encontram-se quatro pinturas: Diana descalçando-se depois da caça, o Amor e o Raio, Aquiles implorando a Vénus que lhe dê o Escudo que o Amor lhe tinha roubado, o Amor e uma cepa de vinha. A biblioteca data do século XVIII. Os ângulos da abóbada comportam os símbolos de Fouquet. A sala do Rei está igualmente inacabada. Nos ângulos da abóbada estão figuras aladas, no tecto encontra-se uma pintura da Verdade sustida pelo Tempo, e nos óculos são representados a Abundância, o Valor, a Vigilância e a Potência. Leda, Diana, cavaleiros, e os Parcos estão presentes nos medalhões octogonais. A reentrância da sala não está terminada, pois o seu tecto não está pintado. O gabinete do Rei também está inacabado, pelo mesmo motivo.
A sala de refeições comporta um tecto em caixotões, característico da arquitectura francesa. Cada caixotão acolhe um quadro. São quatro os compartimentos rectangulares e representam Apolo (o fogo), Diana (o ar), Flora ou Ceres (a Terra) e tritões e Náiades (a água). Nos compartimentos octogonais do tecto encontram-se cada uma das estações. No centro situa-se A Paz que traz a abundância, de Charles Le Brun, alusão à Paz dos Pirenéus (1659). Os oito medalhões circulares ou octogonais acima das portas contam a história de Io. A arcada que dá sobre o buffet comporta troféus da guerra e da paz. O espelho não data da época de Fouquet. A câmara quadrada teria pertencido ao apartamento de Fouquet. Em 1661, seis tapeçarias feitas a partir de cartões de Charles Le Brun, pendiam sobre um quadro representando a sede de Friburgo comandada pelo Marechal de Villars.
- No primeiro andar.

O quarto do apartamento de Nicolas Fouquet é a única sala do primeiro-andar a conservar a sua decoração original. Os tectos e a alcôva eatão ornados por um trompe l’œil (ilude o olho - estilo de pintura) em forma de cúpula.
O aparatamento de Madame Fouquet era completamente composto com espelhos e compreendia uma antecâmara, um quarto e um gabinete. O quarto e a antecâmara foram inteiramente alterados no século XVIII. O gabinete contém ao tecto oval que comporta uma pintura a representar o céu. O Brasão da esposa de Fouquet aparece nos ângulos.

## O parque

### História

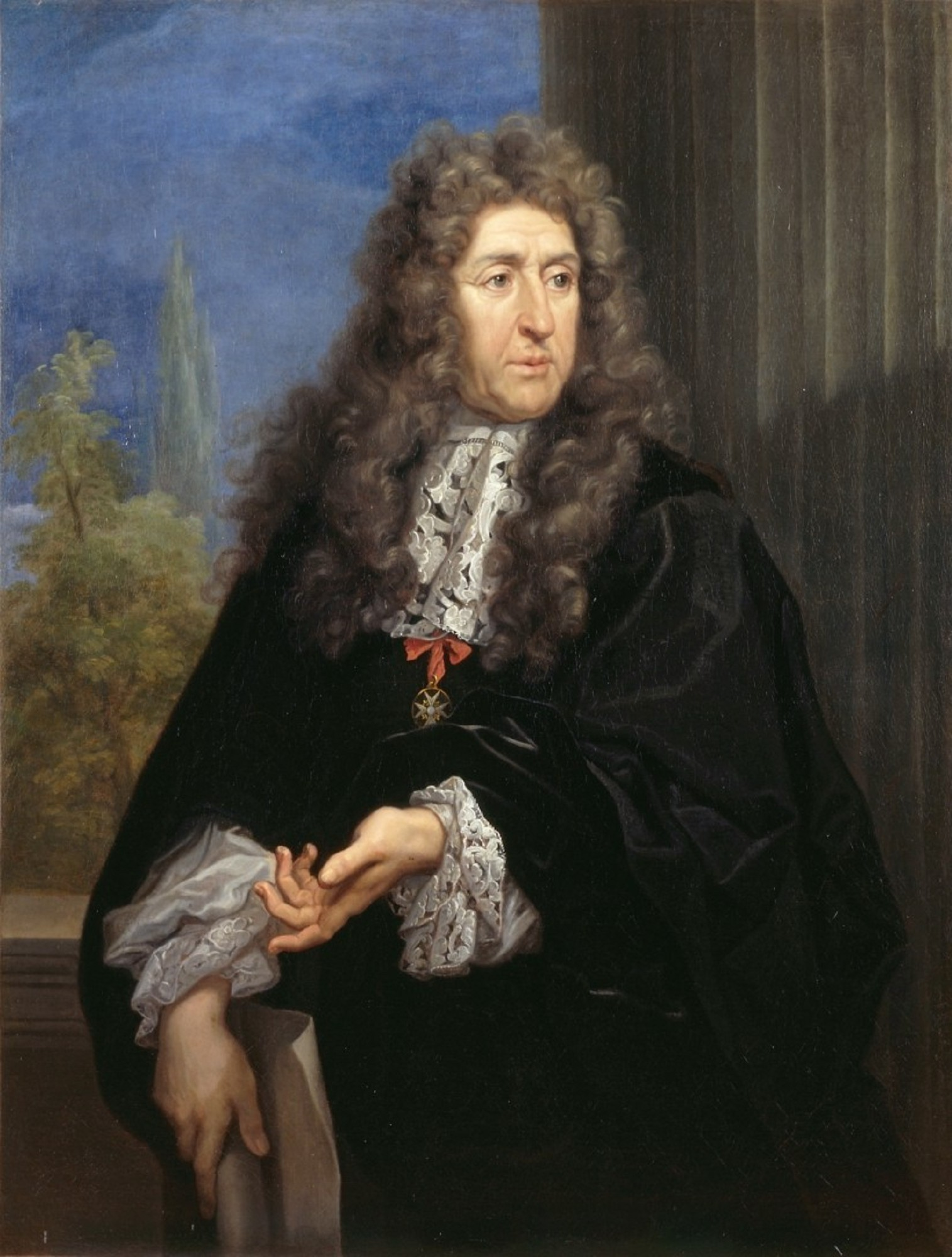
O paisagista André Le Nôtre.

Entre 1653 e 1654, Nicolas Fouquet encarregou André Le Nôtre de modifcar o jardim preexistente.
A obra começou pelos trabalhos de adução de água e pela canalização de um rio. O parterre da coroa é alongado tornando as suas diferentes partes assimétricas. Em 1655 os três parterres situados na frente do palácio são aumentados e remodelados. Entre 1655 e 1656, Nicolas Poussin é chamado para trabalhar na decoração do jardim. Em 1656 começa a obra do palácio. Entre 1656 e 1657, Daniel Gittard prossegue os trabalhos. O tanque quadrado e a alameda central são arranjadas, enquanto termina a construção da rede de água. Entre 1658 e 1660 é construída a cascata, realizaram-se trabalhos no local onde está agora o Grande Canal, as grutas são esculpidas. Entre 1660 e 1661, as cantarias do portão de entrada são esculpidas pelos trabalhadores do palácio.
Tudo pára com a prisão do seu proprietário no dia 5 de Setembro de 1661. Durante esse processo o domínio não se degrada. É em 1684 que Louis-Nicolas Fouquet, filho de Nicolas Fouquet, recebe o palácio por doação da sua mãe, prosseguindo, então, nos jardins os trabalhos empreendidos pelo seu pai. Desta época, data a plantação da avenida que conduz ao domínio, assim como a do hemiciclo de entrada, o bosque da pata de ganso e uma grande parte do parque. O proprietário morre em 1705. A sua mãe vende, então, Vaux-le-Vicomte ao Marechal de Villars.
Sob a família de Villars, o pátio e os parterres cobrem-se de erva, a cascata e a rede de água degradam-se. Em 1764, o Duque de Praslin resgata o palácio. Sob a família Praslin, é construído um jardim pitoresco a Norte da entrada do palácio.
Em 1810 o Duque Charles de Choiseul-Praslin transforma o parque em jardim à inglesa: as alamedas do parque são reduzidas, os tanques e terraços são cobertos com terra, com excepção do Grande Canal, e os parterres são substituídos por relvados com contornos irregulares.
Em 1842 o Duque Théobald e a sua esposa empreendem um primeiro restauro ao parque: os parterres, os terraços e as obras hidráulicos são postos em dia. Mas o estaleiro cessa em 1847. Em 1875, Alfred Sommier, um industrial, compra o palácio. O restauro é efectuado entre 1875 e 1893 pelo arquitecto Gabriel-Hippolyte Destailleur, secundado por Elie Lainé. Os tanques são restaurados, assim como as grutas e as cascatas. Estátuas são implantadas no jardim. Contudo, os parterres são ignorados e relegados ao estado de relvados.
Em 1911, Edme Sommier, sucessor de Alfred Sommier, encarrega Achille Duchêne de terminar a recuperação do jardim. Este restaura os parterres laterais aos edifícios, os parterres de bordado, o parterre central e o parterre de flores. Os trabalhos no parterre de bordado e no parterre de flores só terminam em 1923. Desde os arredores da ponte do Monte e do terraço superior do parterre de flores as plantas foram arranjadas de forma a recuperar a disposição do século XVII.

### Descrição
Os jardins situados a Sul do palácio são notáveis pelas suas dimensões e pelo seu estilo. As árvores aparadas, os tanques, as estátuas e as alamedas bem adornadas formam um jardim à francesa. Para desenhá-lo, o seu autor, Le Nôtre, utiliza os efeitos de óptica e as leis da perspectiva. O encarnado dos bordados e dos parterres é obtido com tijolos esmagados.
A chegada ao palácio faz-se por um alinhamento bilateral de 257 plátanos. As duas linhas de árvores estão muito próximas da calçada, ficando afastadas desta apenas seis metros. Com a grossura dos troncos das árvores, provoca um efeito de túnel impressionante. Este alinhamento tem um comprimento de 1400 metros; está classificado como Monumento Histórico.
O jardim compõe-se de três partes:
- a primeira compreende um pátio e um ante-pátio;
- a segunda parte do palácio e termina nos pequenos canais;
- a terceira parte é constituída por tudo o que está para além dos pequenos canais.

O jardim é marcado por "uma perspectiva retardada": os elementos, quanto mais afastados do palácio, mais longos ou altos são. Assim, o parterre de bordado é três vezes menor que o parterre de relvado situada na extremidade do jardim. Do mesmo modo, a bacia quadrada é oito vezes maior que as bacias redondas. As esculturas que ficam próximo do palácio são três vezes menos elevadas que os termos das grutas. Este método, que permite esmagar a perspectiva, tornando o jardim mais o pequeno do que é realmente, já era utilizado em França desde a década de 1630, mas Le Nôtre amplificou-o.

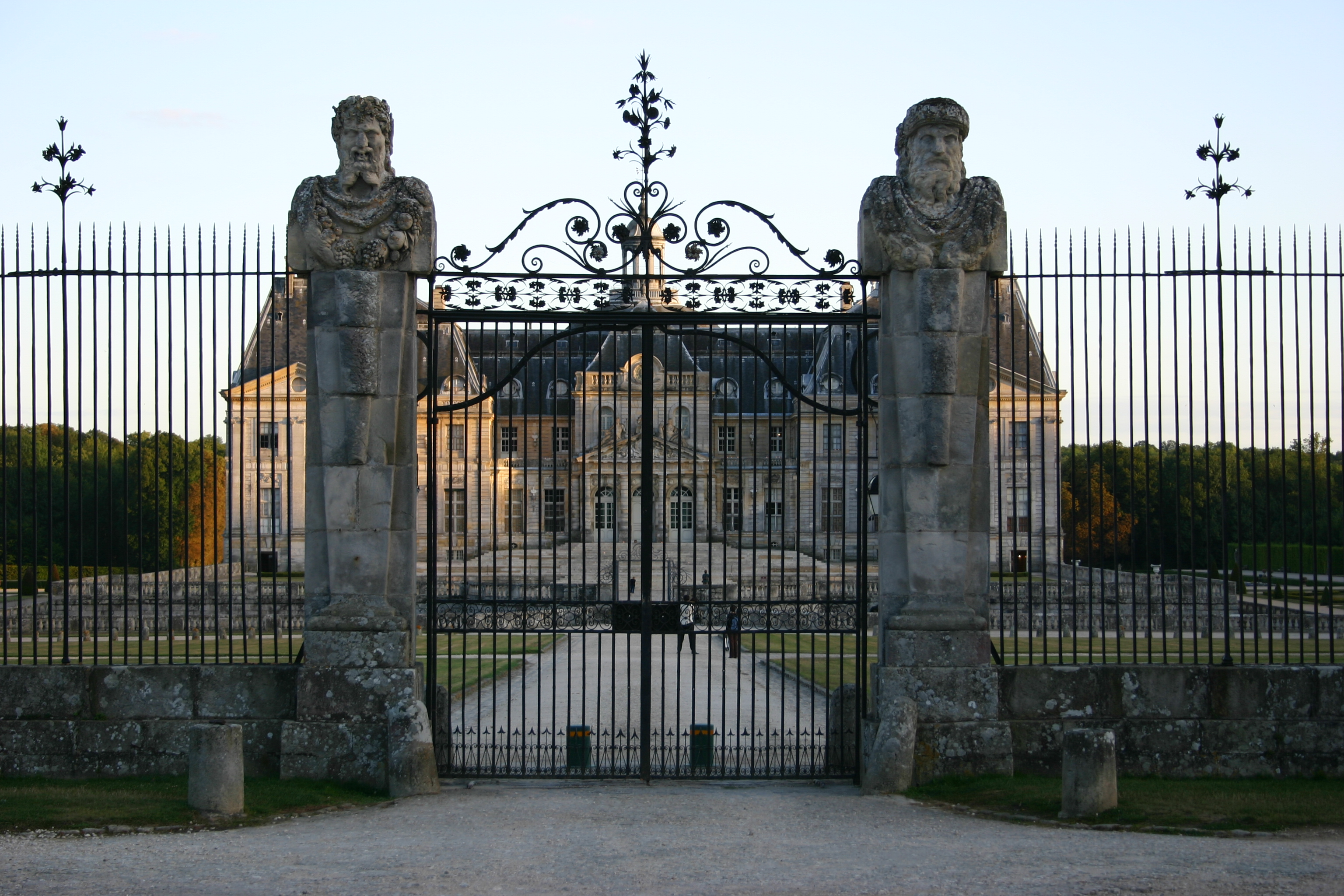
Vista do palácio a partir do portão

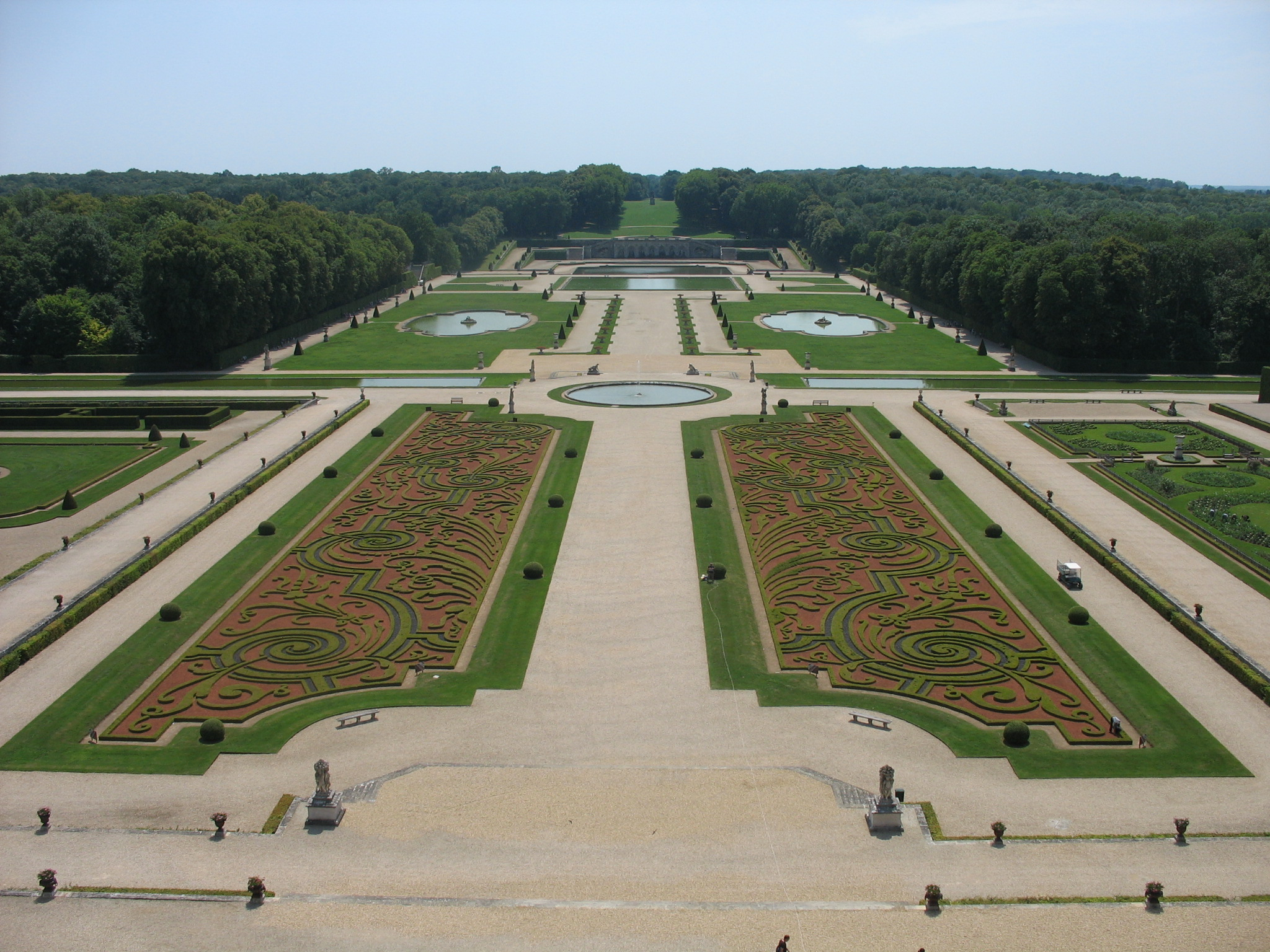
Jardins do Château de Vaux-le-Vicomte vistos do alto do palácio

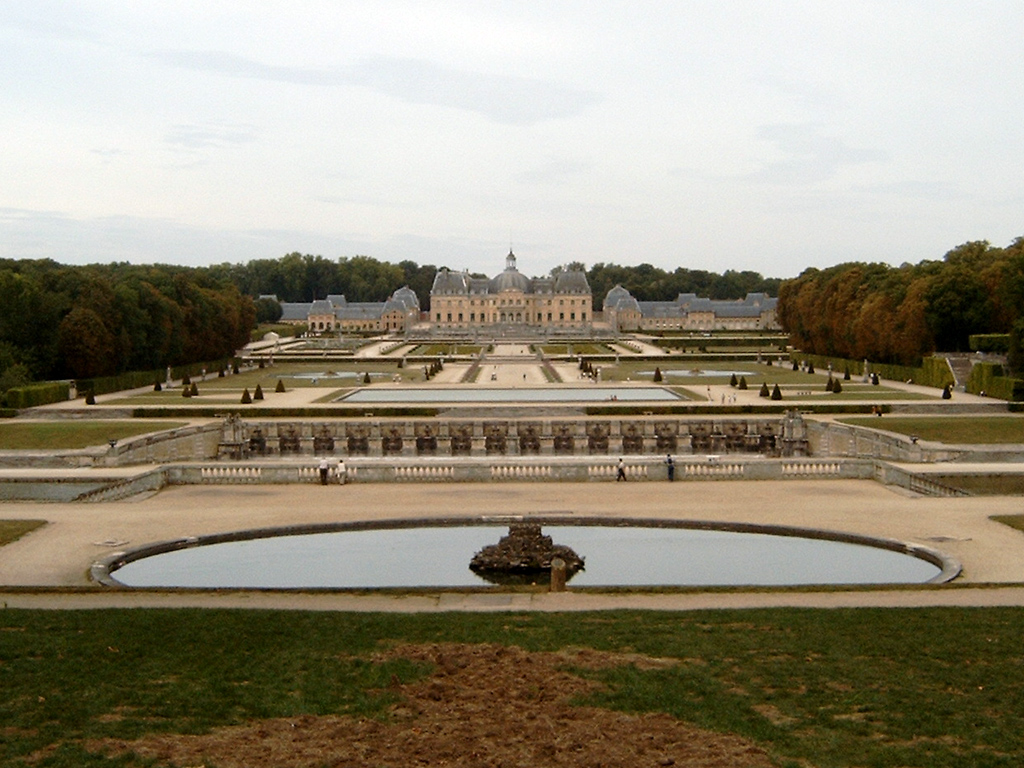
Jardins do Château de Vaux-le-Vicomte vistos a partir do Sul do parque

O ante-pátio é separado da estrada por um conjunto de portões e de termos. Dois portais situados sobre portões não servem de entrada, pois é pelo portão central, mais modesto, que se acede se pode aceder ao parque. O portão é dotado de oito pilastras coroadas por bustos de deuses gregos com dupla face, faunos e alegorias das estações. estas esculturas fazem eco com aquelas situadas nos termos das grutas do jardim. Os termos são utilizados no exterior desde a antiguidade, e colocados nos jardins a partir do século XVI. Actualmente 12 d’entre eles estão no Château de Versailles. O gradeamento permite ver não somente o palácio mas também a perspectiva que o atravessa a partir do fundo do jardim.
O jardim que se estende a partir do palácio compõe-se de terraços com parterres e mais nada, salvo os cones vegetais cuja altura aumentou no final do século XIX e início do século XX, os quais não vieram perturbar a dominante horizontal do jardim. Os parterres de bordado, que estão mais próximos do palácio, eram considerados à época de Fouquet como o ornamento mais nobre de um jardim. A sua primeira utilização data de 1595 no château de Saint-Germain-en-Laye. O estado actual destes parterres é uma reconstituição do século XX, mais ou menos fiel: os ornamentos eram mais finos, a areia amarela contrastava com os gravilhos de carvão, e as cercaduras dos parterres eram igualmente mais finos. À direita dos barterres de bordado encontra-se um parterre de flores descentrado. André Le Nôtre preferia a relva, menos vulnerável às estações. O estado actual é recente, o parterre foram cobertos por relva e depois floridos de novo. O parterre da coroa, à esquerda, comporta uma coroa dourada situada no centro de um tanque, em homenagem ao Rei, cuja sala do rés-do-chão também fica situada do lado esquerdo do parque. Estes dois parterres são assimétricos em relação ao eixo central do jardim.
Ao Sul deste conjunto encontra-se um eixo transversal. À sua esquerda encontra-se o gradeamento de água, que toma este nome devido aos jorros de água na forma de gradeamento. No lado oposto, à direita do eixo central, encontra-se um verdadeiro gradeamento que devia dar sobre uma horta que Le Nôtre não teve tempo de terminar. Um terceiro eixo transversal separa a gruta dos jardins. esta presença de eixos transversais cortando um eixo longitudinal, permitiu a Le Nôtre conferir um certo dinamismo à composição do parque, rompendo assim com os jardins da Renascença, ordenados com uma simetria perfeita.
O palácio reflete-se no tanque quadrado, embora estejam a uma distância de 500 metros. É para o Grande Canal que Le Nôtre faz mais trabalhos. Visto do palácio, a gruta parece estar situada logo depois do grande tanque. Ora, entre estes dois elementos encontra-se o Grande Canal, com um comprimento de 875 metros e uma largura de 35. Com efeito, Le Nôtre criou um desnivelamento que mascara o canal aos olhos do visitante, aparecendo somente à sua aproximação.
A gruta, que fica para além do Grande Canal, deve-se ao trabalho de Le Nôtre que a concebeu, e a Le Brun que desenhou as esculturas. As grutas são apreciadas desde a Renascença. Em Vaux-le-Vicomte, a originalidade da gruta deve-se ao facto de apresentar uma superfície plana, enquanto que tradicionalmente tem uma forma de caverna. Apresenta elementos tradicionais como as saliências e termos, mas estas características são moderadas pela sua adaptação ao terreno. Em frente da gruta encontram-se as cascatas, invisíveis a partir do palácio. Este tipo de arquitectura era recente na França e data da primeira metade do século XVII. A gruta é feita, em grande parte, de pedra bruta. As esculturas foram desenhadas por Charles Le Brun e realizadas por Matthieu Lespangnel. As estátuas sobre os lados da gruta representam o Tibre e o Anqueil. Oito Atlantes enquadram sete nichos em rochas artificiais. Vista de longe a gruta parece feita em pedras mal trabalhadas, e os nichos têm o ar de proteger esculturas muito elaboradas, mas de perto é o contrário que se verifica. A gruta é enquadrada por escadarias, rampas e terraços.
Aos pés da escadaria encontram-se quatro esculturas datando do século XIX, mas que já estavam previstas na época de Nicolas Fouquet. A estátua de Hércules, ao fundo do jardim, é recente (fim do século XIX). Constitui uma alusão a Nicolas Fouquet que se coloca assim na linha dum personagem mitológico que passa por benfeitor da Humanidade.

## Cinema
- O palácio acolheu, nos dias 6 e 7 de Julho de 2007, o casamento da actriz norte-americana Eva Longoria com o basquetebolista francês Tony Parker.

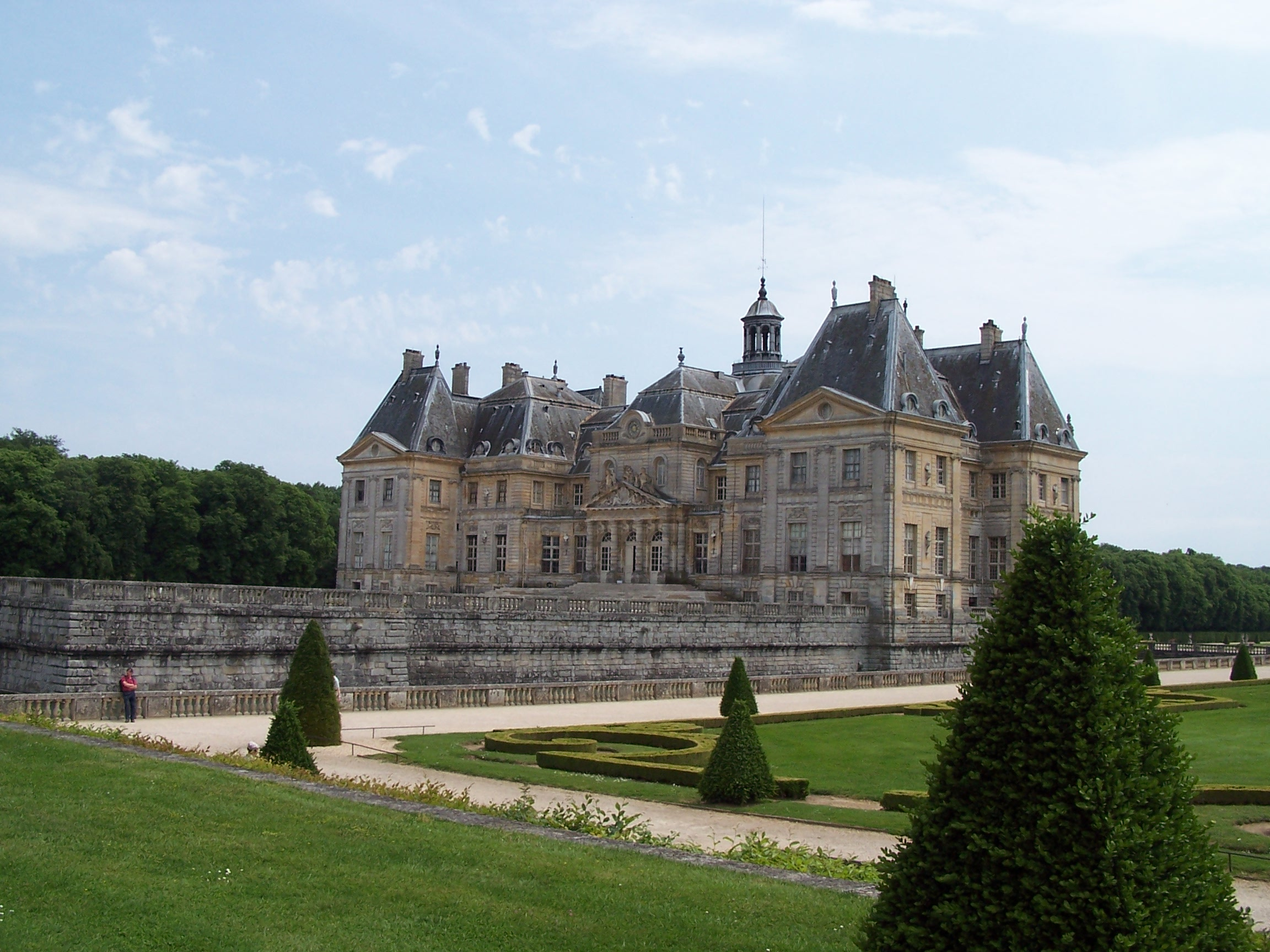
Fachada Norte do Château de Vaux-le-Vicomte

- O palácio serviu de cenário para vários filmes:
  - Les mariés de l'an deux (1971).
  - La folie des grandeurs (1971).
  - Moonraker (1979).
  - Valmont (1989).
  - La Fille de d'Artagnan (1994).
  - L'Allée du roi (1995).
  - Ridicule (1997).
  - L'homme au masque de fer (1997).
  - Les visiteurs II (1998).
  - Le roi danse (2000).
  - Vatel (2000).
  - Le pacte des loups (2001).
  - Vidocq (2001).
  - Les aristos (2006).
  - Marie Antoinette (2006).
  - Jean de la Fontaine (2007).
  - Molière (2007).
- O filósofo e escritor Voltaire visitou o palácio no século XVIII.